# Ob (rivier)
De Ob (Russisch: Обь; Chantisch: As) is een rivier in Siberisch Rusland, die samen met haar zijrivier de Irtysj een van de grootste riviersystemen ter wereld vormt (lengte: 5410 km, stroomgebied: 2.430.000 km²). De Ob zelf behaalt, gemeten vanaf de bron van de langste bronrivier (de Katoen), een lengte van 4338 km. De Ob is de langste rivier van Rusland, als het aantal in dat land afgelegde kilometers de maatstaf is. De rivier stroomt uitsluitend over Russisch grondgebied. De Ob is een groot deel van het jaar dichtgevroren (zowat 150 dagen in de bovenloop - 220 dagen in de benedenloop).
De beide bronrivieren van de Ob, de Katoen en de Bieja, ontspringen in het noorden van het Altaigebergte. Vanaf de stad Biejsk gaan beide verder als Ob, die bij Chanty-Mansiejsk de Irtysj opneemt en vervolgens nog 1162 km aflegt naar de Obboezem, het estuarium van de Karazee, waarin ze uitmondt.
De Irtysj, de grootste zijrivier, heeft bij de monding in de Ob zo'n 1000 kilometer meer afgelegd dan de Ob zelf. Afgezien van de Irtysj zijn de voornaamste zijrivieren: de Tom, de Tsjoelym, de Ket, de Tym en de Vach.
Novosibirsk is de grootste stad aan de Ob. In de buurt ligt ook het stuwmeer van Novosibirsk (Zee van Ob). In de Siberische Laagvlakte zijn Soergoet en Salechard de voornaamste steden aan de Ob, die een groot deel van haar benedenloop in twee parallelle stromen aflegt.
Aan het eind van de 19e eeuw werd het Ob-Jenisejkanaal gegraven. Dit kanaal verbindt de Ob met het stroomgebied van de Jenisej. Het was echter te smal en te ondiep en raakte al snel in verval. Het wordt tegenwoordig alleen door recreatief verkeer gebruikt.